# ترور بی‌نظیر بوتو
بی‌نظیر بوتو نخست وزیر سابق پاکستان و رهبر حزب اپوزیسیون مردم پاکستان در ۲۷ دسامبر ۲۰۰۷ و در شهر راولپندی به وسیله یک مرد تیرانداز و در یک عملیات انتحاری، ترور و کشته شد.

دقایقی پیش از ترور، تصویر از بی‌بی‌سی

## نحوه ترور

لحظه ترور

با پایان یافتن سخنرانی بی نظیر در محل همایش، وی همراه با اطرافیان و محافظان خود سوار بر خودرویی قصد ترک کردن باغ ملی لیاقت محل برگزاری همایش را داشت. یک بمب گذار انتحاری، ابتدا چندین گلوله به سمت ماشین حامل بوتو شلیک کرد که گلوله‌ها به گردن و سینه وی برخورد کردند. سپس فرد مذکور بلافاصله بمبی را منفجر کرد که موجب کشته شدن آنی خود و تعداد دیگری از حاضران شد. مطابق گزارش‌ها حداقل ۲۱ یا ۲۲ نفر دیگر به جز خانم بوتو در این انفجار جان باختند.

## مرگ
او فوری به بیمارستان دولتی راولپندی منتقل شد اما در فاصله کوتاهی درگذشت. مطابق اعلام رسمی، وی در ساعت ۱۸:۱۶ به وقت محلی (۱۳:۱۶ GMT) بر اثر شدت جراحات وارده درگذشت، علت اصلی مرگ خانم بوتو گلوله‌هایی که قبل از انفجار بمب به گردن و قفسه سینه وی اصابت کرده بود، اعلام شد. اما مقامات بیمارستان بعد اعلام کردند مرگ در اثر برخورد جسم سخت با سر وی روی داده است. گفته شد که سر بی نظیر بوتو به سانروف ماشین حامل وی برخورد کرده‌است.

لحظه ترور

## عاملان ترور
در پی ترور وی دولت پاکستان طالبان و القاعده را مسئول این عملیات دانست و اعلام شد فردی به نام کرامت الله بلال از اعضای القاعده این ترور را انجام داده است. اما در پی آن القاعده اعلام کرد در ترور بوتو نقشی نداشته‌است. مولوی عمر سخنگوی القاعده در این رابطه گفت:
قبایل بومی سنت خود را دارند. ما به زنان حمله نمی‌کنیم.

## دفن
او در ایالت سند پاکستان در روستای گرهی خدابخش کنار محل دفن پدر و دو برادر خود به خاک سپرده شد. در زمان دفن وی هزاران تن از طرفداران او فریاد می‌زدند «بی نظیر زنده است.»

## پاکستان پس از ترور بی نظیر بوتو
در پی ترور وی کشور پاکستان دستخوش ناآرامی‌های زیادی شد و دست کم ۳۸ نفر در این درگیری‌ها کشته شدند.

## فشار به دولت
در پی ترور فشارهای فراوانی به دولت پاکستان برای به تأخیر انداختن انتخابات آمد. نواز شریف از رهبران مخالف دولت در پی ترور وی اعلام کرد اگر انتخابات به تأخیر نیفتد حزب وی انتخابات را تحریم خواهد کرد. در پی فشار نسبت به نحوهٔ ترور دولت پاکستان اعلام کرد که آماده‌ایم جسد بوتو را نبش قبر کنیم.